# 昂武镇
昂武镇，是中华人民共和国贵州省黔西南布依族苗族自治州望谟县下辖的一个乡镇级行政单位。
2015年1月21日，贵州省人民政府批复同意望谟县乡镇行政区划调整，新设置的昂武镇辖原昂武乡，镇人民政府驻红湖村。

## 行政区划
昂武镇下辖以下地区：
高潮村、八一村、昂武村、和亭村、红湖村、九老山村和渡邑村。